# Lithos - Confédération de loges
Lithos - Confédération de loges ou Confédération Lithos est une obédience maçonnique libérale belge créée le 11 novembre 2006. Elle fut fondée par cinq loges maçonniques mixtes. En 2018, Lithos - Confédération de loges se compose d'ateliers situés en Belgique (Anvers, Bruxelles, etc.), en Suisse (Genève) et en Allemagne (Westphalie). Ils travaillent aux trois degrés symboliques et la majorité d'entre eux sont mixtes.

## Histoire
Le 28 février 2006, dix-neuf francs-maçons hommes et femmes, belges, néerlandophones et francophones, souhaitant enrichir le paysage maçonnique belge se rassemblent à Anvers afin de signer la déclaration de principe de la future obédience. Celle-ci voit le jour quelques mois plus tard - sous l'impulsion de ces signataires, le 11 novembre 2006.
La raison de la création de cette obédience se trouve dans une volonté de franc-maçonnerie contemporaine. Toutes les obédiences établies sous une structure fédérale présentent la question, très controversée, de l'autonomie des loges, incluant la liberté de décider de manière autonome sur certains éléments, tels que l'adhésion féminine. Aux origines de Lithos - CL est un désir d'offrir une liberté dans la pratique maçonnique. Six ans après sa fondation, Lithos - CL se compose de vingt loges, dont deux en Suisse.
Le 8 décembre 2012, à la suite de son entrée dans le CLIPSAS (association internationale pour l'absolue liberté de conscience) en 2011, Lithos - Confédération de loges a conclu une convention avec la Grande Loge féminine de Belgique (GLFB) et la Grande Loge de Belgique (GLB, ) ainsi qu’un traité d’amitié avec le Grand Orient de Belgique (GOB). En 2019 Lithos quitte le CLIPSAS. Il est membre de l'AME (Alliance Maçonnique Européenne).
Lithos - CL a participé à la 1re Journée du livre maçonnique de Bruxelles Masonica, qui s'est déroulée rue de Laeken, le dimanche 21 avril 2013[réf. nécessaire].
Elle compte en 2019 plus de 1.300 membres dans 38 loges, dont une en Suisse et une en Allemagne.

## Valeurs de la confédération

### Les textes fondateurs
Les principes considérés comme primordiaux par la confédération sont issus de la Déclaration universelle des droits de l'homme (Nations unies, 10 décembre 1948), la Convention européenne des droits de l'homme et des libertés fondamentales (Europe, 4 novembre 1950 et protocoles ultérieurs) et la Charte des droits fondamentaux de l'Union européenne (Union européenne, 7 décembre 2000).
Les valeurs promues par Lithos - CL , qui constituent les axes de travail en loge, sont au nombre de sept :
- la solidarité, la justice et la fraternité universelle, sans aucune forme de discrimination,
- la liberté de conscience et l'intégrité morale,
- la liberté de pensée et la liberté d'expression,
- le libre examen,
- le refus de tout dogme, argument d'autorité ou préjugé,
- le rejet de toute forme de fanatisme et de fondamentalisme.

### L'engagement sociétal
La déclaration de principe de Lithos - CL évoque une « franc-maçonnerie humaniste et contemporaine, en parfaite adéquation avec le monde profane dans lequel elle évolue » et ajoute que « le travail sur soi-même et le travail dans la cité sont dès lors complémentaires et indissociables ». La confédération, en revendiquant le fait que les francs-maçons sont tenus de participer au développement de l’humanité, s'inscrit dans le courant de la maçonnerie, dite « sociétale » - qui travaille sur l'évolution de la société axés sur les questionnements contemporains et l'éthique et l'humanisme liés.

## Fonctionnement
Lithos CL laisse à chacune de ses loges le choix d'être mixte, masculine ou féminine. Dans le fait, la plupart sont mixtes. Toutes les loges sont dites « symboliques », ou « bleues », c'est-à-dire qu'elles ne pratiquent que les trois premiers grades maçonniques.
La direction de l'obédience est confiée à une commission administrative, élue lors de l'assemblée générale constituée des représentants élus des loges affiliées.

### Rites pratiqués

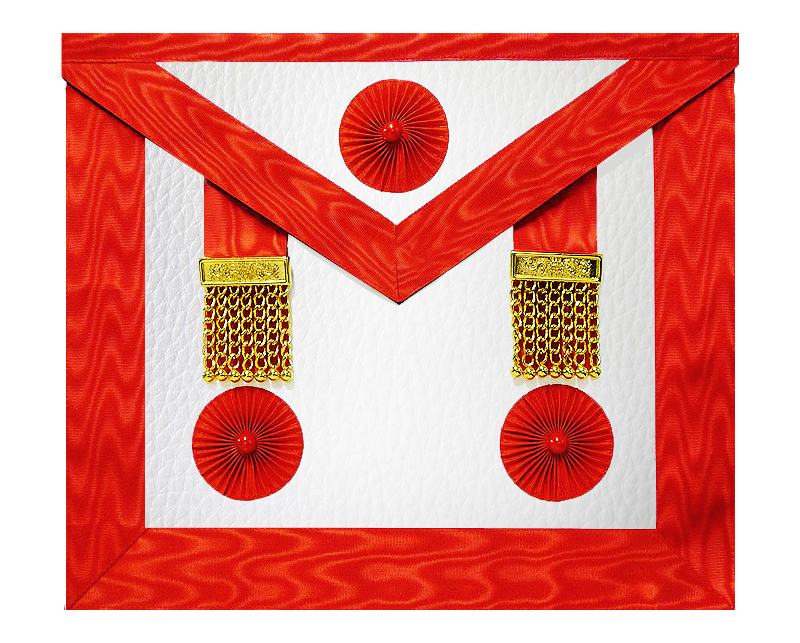
Tablier de maître au Rite écossais ancien et accepté, un des deux rites de référence de Lithos - CL.

Les ateliers sont libres de choisir le rite maçonnique pratiqué, pour autant que celui-ci soit respectueux de la liberté de conscience. Ceux-ci sont multiples au sein de la confédération. Le Rite écossais ancien et accepté et le Rite français (Groussier) constituent néanmoins les deux rituels de référence de la confédération. Sont également pratiqués le Rite français moderne, et le Rite d'York.

### Confédération
Depuis la création de la structure en novembre 2006, plusieurs ateliers membres d'obédiences telles que le Droit humain, le Grand Orient de Belgique, la Grande Loge de Belgique, le Grand Orient du Luxembourg et la Fédération des loges libres et souveraines, ont souhaité se rallier à l'élan progressiste insufflé par les cinq ateliers fondateurs.